# سیارک ۹۸۲۵
سیارک ۹۸۲۵ (به انگلیسی: 9825 Oetken، نامگذاری:1214T-3) نه هزار و هشتصد و بیست و پنجمین سیارک کشف شده‌است که در ۱۷ اکتبر ۱۹۷۷ کشف شد.
قدر مطلق سیارک برابر ۱۲٫۹۰ است.